# Canadian Maxwell
Canadian Maxwell war eine kanadische Automarke.

## Markengeschichte
Die US-amerikanische Maxwell Motor Company hatte ein Montagewerk in Kanada. Chrysler übernahm Maxwell und 1922 auch dessen kanadisches Werk.  Die Produktion von Automobilen wurde fortgesetzt, die nun als Canadian Maxwell vermarktet wurden. 1927 wurde die Marke aufgegeben.